# May 18
Pour plus de détails, voir Fiche technique et Distribution.
May 18 (화려한 휴가, Hwaryeohan hyuga) est un film historique sud-coréen de 2007, réalisé par Kim Ji-hoon. Le film reporte les évènements du soulèvement de Gwangju en 1980.

## Synopsis
Le film se déroule lorsque le président Chun Doo-hwan tente d'éliminer tous les rebelles en utilisant l’armée.
Min Woo mène une vie relativement paisible avec son jeune frère Jin Woo jusqu’au jour où des soldats exécutent des citoyens au cours d'une manifestation pacifique. Les citoyens montent une milice dans le but de protéger leurs familles et leur ville, Min-woo se retrouve parmi les chefs de cette milice. 

## Distribution
- Ahn Sung-ki : Park Heung-su
- Kim Sang-kyung : Kang Min-woo
- Lee Joon-gi : Kang Jin-woo
- Lee Yo-won : Park Shin-ae
- Song Jae-ho : le prêtre
- Park Won-sang
- Jung In-gi
- Lee Eol
- Park Cheol-min
- Choi Jae-han
- Park Yong-su
- Im Hyun-sung
- Kwon Tae-won : le général Choi
- Heo Hyun-hwa
- Uhm Hyo-su

## Récompenses
2007 Korea Movie Star Awards
- Meilleur film
- Meilleur directeur
- Meilleur second rôle féminin - Na Moon-hee
- Best Tears Award - Kim Sang-kyung